# Trou Louis
La sección de Trou Louis es una sección de comuna que forma parte de la comuna haitiana de Pointe-à-Raquette.

## Demografía
| Gráfica de evolución demográfica de Trou Louis entre 2009 y 2015 |
|                                                                  |

Los datos demográficos contemplados en este gráfico de la sección de comuna de Trou Louis son estimaciones que se han cogido para los años 2009, 2012 y 2015 de la página del Instituto Haitiano de Estadística e Informática (IHSI). 